# Calineczka
Calineczka, Calinka,
Calóweczka, Paluszka, Odrobinka, Dziecię elfów – baśń Hansa Christiana Andersena, wydana po raz pierwszy w 1835 r. w drugim tomie zbioru Eventyr, fortalte for Børn (Baśnie dla dzieci) pod oryginalnym duńskim tytułem Tommelise.

## Streszczenie
Baśń opowiada o maleńkiej (nie większej od ludzkiego kciuka) dziewczynce, narodzonej z ziarna zasianego przez bezdzietną kobietę. Uroda Calineczki spowodowała, że ropucha porwała ją na żonę dla swego syna – udało jej się uciec z pomocą motyla i dwóch rybek. Nie dane było jej jednak długo cieszyć się wolnością, gdyż porwał ją chrabąszcz. Ten zabrał dziewczynkę do siebie, lecz porzucił ją pod wpływem rodziny, która uznała dziewczynkę za brzydką. Tułająca się zimą po świecie Calineczka znalazła schronienie u polnej myszy, która z kolei wyswatała ją kretowi. Załamana, że będzie musiała spędzić resztę życia pod ziemią, Calineczka została uratowana przez ocaloną niegdyś przez siebie jaskółkę, która zaniosła ją na pole kwiatów. Tam dziewczynka spotkała króla elfów (w książce: "Był to duszek kwiatów. W każdym kwiecie mieszkał taki maleńki pan albo maleńka pani, a ten królował nad wszystkimi")[5], którego pokochała i poślubiła. Podarował jej nowe imię oraz parę skrzydełek.

## Wybrane adaptacje
- Calineczka – bajka muzyczna
- Calineczka – radziecki film animowany z 1964 roku
- Sagomix najpopularniejsze bajki świata – japoński serial animowany z 1975 roku
- Przygody Calineczki – japoński film anime z 1975 roku
- Ponadczasowe Opowieści z Hallmarku (Calineczka - odcinek 3) – amerykański serial animowany z 1991 roku
- Calineczka – amerykańsko-japoński film animowany z 1992 roku
- Nowe przygody Calineczki – japoński serial animowany (1992-1993)
- Calineczka – australijski film animowany z 1993 roku
- Calineczka – amerykański film animowany z 1994 roku
- Skarbczyk najpiękniejszych bajek (Calineczka - odcinek 16) – japoński serial animowany z 1995 roku